# Quellitzmühle
Quellitzmühle ist ein Gemeindeteil der Gemeinde Gattendorf im Landkreis Hof (Oberfranken, Bayern). Quellitzmühle liegt in der Gemarkung Gattendorf.

## Geografie
Die Einöde liegt auf freier Flur am Quellitzbach, einem rechten Zufluss der Südlichen Regnitz. Ein Anliegerweg führt nach Schloßgattendorf (1,2 km nordöstlich).

## Geschichte
Von 1797 bis 1810 unterstand Quellitzmühle dem Justiz- und Kammeramt Hof. Infolge des Ersten Gemeindeedikts wurde Quellitzmühle dem 1812 gebildeten Steuerdistrikt Gattendorf und der zugleich entstandenen Ruralgemeinde Gattendorf zugewiesen.

### Einwohnerentwicklung
| Jahr      | 1819  | 1861  | 1871  | 1885   | 1900   | 1925   | 1950   | 1961   | 1970   | 1987  | 2015   |
| Einwohner | 8     | 3     | 3     | 3      | 4      | 2      | 2      | 3      | 1      | 1     | *2     |
| Häuser    |       |       |       | 1      | 1      | 1      | 1      | 1      |        | 1     |        |
| Quelle    | [ 5 ] | [ 8 ] | [ 9 ] | [ 10 ] | [ 11 ] | [ 12 ] | [ 13 ] | [ 14 ] | [ 15 ] | [ 1 ] | [ 16 ] |

## Religion
Quellitzmühle ist evangelisch-lutherisch geprägt und bis heute nach Quellitzmühle gepfarrt.